# Gościejewo, Tỉnh West Pomeranian
Gościejewo [ɡɔɕt͡ɕɛˈjɛvɔ] là một ngôi làng thuộc khu hành chính của Gmina Płoty, thuộc quận Gryfice, West Pomeranian Voivodeship, nằm ở phía tây bắc Ba Lan.